# Josef Müller-Brockmann
Pour les articles homonymes, voir Müller et Brockmann.
Josef Müller-Brockmann, né le 19 mai 1914 à Rapperswil et mort le 30 août 1996 à Zurich, est un graphiste et créateur de caractères suisse.

## Biographie
Josef Müller-Brockmann (MB) est né en 1914 à Rapperswil. Il étudie le graphisme, le design et l'architecture à l'université et à la Kunstgewerbeschule (École des arts et métiers) de Zurich. En 1934, il s'installe à Zurich comme designer et illustrateur indépendant et ouvre son propre studio en 1936. En 1937, il devient membre du Werkbund suisse.
Durant la Seconde Guerre mondiale, il effectue son service en tant que lieutenant dans l'armée suisse.
Après la Seconde Guerre mondiale, MB poursuit son travail de designer et se concentre sur son travail d'illustrateur et de designer d'exposition. En 1950, il réalise sa première affiche pour la Tonhalle de Zurich et commence à développer une approche constructiviste du graphisme. À partir de 1952, il se consacre uniquement au graphisme et acquiert la notoriété en tant que graphiste avec son affiche, Protégez l'enfant, pour l'Automobile club de Suisse et ses nombreuses affiches pour la Tonhalle de Zurich.
En 1956, il est invité avec Armin Hofmann à participer à la Conférence internationale de design d'Aspen, au Colorado. L'année suivante, son travail est montré dans l'exposition «Swiss Graphic Designers» qui voyage à travers les Etats-Unis.

### Enseignement à la Kunstgewerbeschule (1957-1960)
En 1957, MB succède à Ernst Keller comme professeur de graphisme à la Kunstgewerbeschule de Zurich. Son enseignement est orienté vers un graphisme rationnel et pragmatique. MB organise avec ses élèves des excursions en Italie et en Allemagne. Il invite des musiciens, dont John Cage et Ravi Shankar. Il met en place d'ambitieux plans de réforme, appelant entre autres à supprimer certaines branches et à limiter la durée de fonction des enseignants. Ces propositions sont rejetées, et MB quitte l'enseignement après quatre années. 

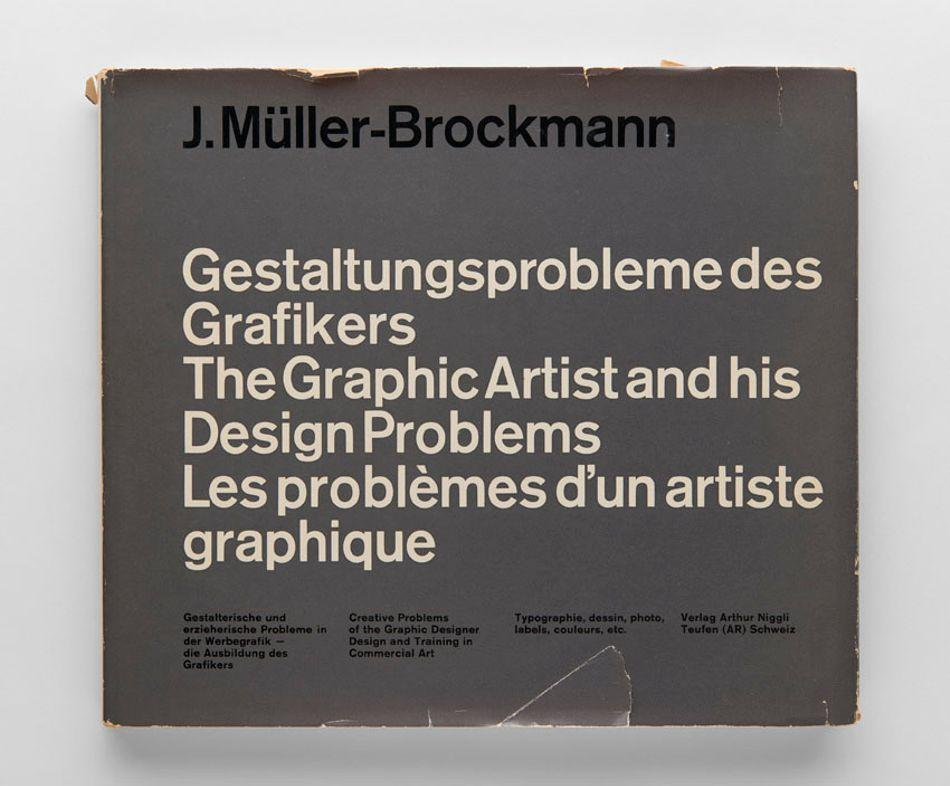
“Les problèmes d'un artiste graphique”, 1961, couverture originale.

Au terme de cette expérience, MB publie en 1961 son premier livre, Gestaltungsprobleme des Grafikers / The Graphic Artist and his Design Problems / Les problèmes d'un artiste graphique. Édité par Arthur Niggli, ce livre connaîtra des rééditions en 1983 et 2003. Selon Robin Kinross, cet ouvrage "devint le principal vecteur de la diffusion internationale de la typographie suisse et de ses approches".

### Neue Grafik (1957-1965)
En 1958, MB crée le magazine trilingue Neue Grafik / New Graphic Design / Graphisme actuel, avec trois autres graphistes travaillant à Zurich : Richard Paul Lohse, Hans Neuburg et Carlo Vivarelli. La publication du magazine s'arrête après huit ans, pour des raisons économiques. Au cours de cette période, 18 numéros auront vu le jour.

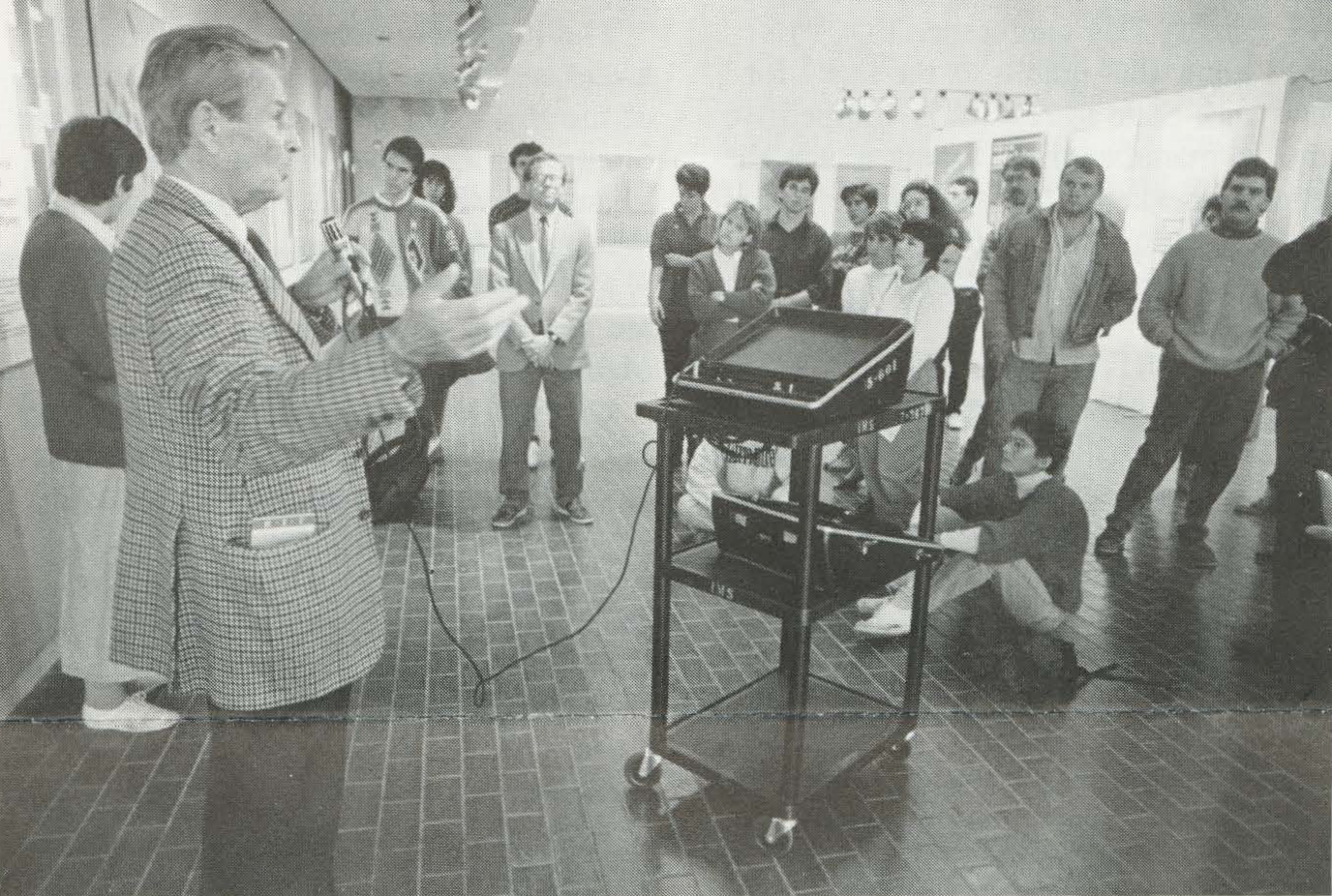
Josef Müller-Brockmann en visite au Rochester Institute of Technology, en 1987.

En 1967, MB devient consultant pour IBM et fonde l'agence de publicité Müller-Brockmann & Co.
Son travail est récompensé par de nombreux prix : en 1988, il est nommé Honorary Royal Designer for Industry par la Royal Society of Arts de Londres ; en 1993, son projet pour les chemins de fer fédéraux suisses (élaboré dès 1978) est récompensé par le Prix du design suisse (Design Preis Schweiz).

### Vie privée
En 1943, Josef Müller épouse la violoniste Verena Brockmann, et adopte le nom Müller-Brockmann. Leur fils Andreas naît en 1944. En 1964, Verena décède des suites d'un accident.
En 1967, MB épouse l'artiste Shizuko Yoshikawa (née en 1934). Son fils Andreas décède en 1993.
Josef Müller-Brockmann décède le 30 août 1996 à Zurich.

## Son œuvre

Akzidenz grotesk : cette police est l'une des plus utilisées par Müller-Brockmann.

Müller-Brockmann est, notamment, avec Armin Hofmann, considéré comme l'une des figures marquantes du style international ou style suisse. Son travail influencé par le Bauhaus et le constructivisme met le plus souvent l'accent sur les éléments typographiques et géométriques. Il utilise surtout des polices sans-serif comme Akzidenz Grotesk, Univers ou Helvetica et met en œuvre un système de grilles pour structurer ses créations. Müller-Brockmann fait rarement appel à la photographie, le plus souvent en noir et blanc, pour illustrer ses affiches et utilise plutôt des figures géométriques simples (cercles, rectangles, lignes…).
Le travail de Müller-Brockmann est essentiellement abstrait. Ainsi, considérant que la musique est un art abstrait, Müller-Brockmann réussit dans son affiche Beethoven, de 1955, à suggérer la « musicalité du design ».

## Réalisation marquantes

### Design
- Affiche Protégez l'enfant, pour l'Automobile Club de Suisse (1953)
- Affiche Beethoven, pour la Tonhalle de Zurich (1955)
- Affiche Der Film, pour le Kunstgewerbemuseum de Zurich (1960)
- Signalétique pour les chemins de fer fédéraux suisses (1993)

### Polices typographiques
- Olivetti Candia, une fonte à chasse fixe, commandée en 1968 par Olivetti pour ses machines a écrire à technologie "boule de golf"[10],[11]. Cette police a inspiré plusieurs réinterprétations digitales, dont Lettera (2008), par le typographe Kobi Benezri[10], et Josef, par l'atelier Carvalho Bernau[12].

### Livres publiés par Josef Müller-Brockmann

#### Les problèmes d'un graphiste (1961)
- "The Graphic Artist and his Design Problems," Teufen 1961.
- (en + de + fr) Josef Müller-Brockmann (trad. D. Q. Stephenson et Paul Gratwohl), The graphic designer and his design problems : creative problems of the graphic designer ; design and training in graphic design = Gestaltungsprobleme des Grafikers = Les problèmes d'un graphiste, Niederteufen, Arthur Niggli, 1983, 160 p. (ISBN 978-0-8038-2724-0 et 978-3-7212-0027-0, OCLC 74627474).

#### Histoire de la communication visuelle (1971)
- "Geschichte der visuellen Kommunikation," Niederteufen 1971.
- (en) Josef Müller-Brockmann, A History of Visual Communication, Hastings House Daytrips Publishers, 1981, 334 p. (ISBN 0-8038-3059-9).

#### Histoire de l'affiche (1971)
- Josef Muller-Brockmann, Shizuko Yoshikawa, "Geschichte des Plakates," Zurich 1971.
- (de + en + fr) (de + fr + en) Josef et Shizuko Müller-Brockmann, Geschichte des Plakates = Histoire de l'affiche = History of the poster, Phaidon, 2004, 244 p. (ISBN 978-0-7148-4403-9).

#### Grid Systems (Niggli, 1981)
- (de) (en) Josef Müller-Brockmann, Grid Systems in Graphic Design : a visual communication manual for graphic designers, typographers and three dimensional designers [« Rastersysteme für die visuelle Gestaltung : ein Handbuch für Grafiker, Typografen und Ausstellungsgestalter »], Sulgen/Zürich, Arthur Niggli, 1996, 176 p. (ISBN 978-3-7212-0145-1, OCLC 456134739).

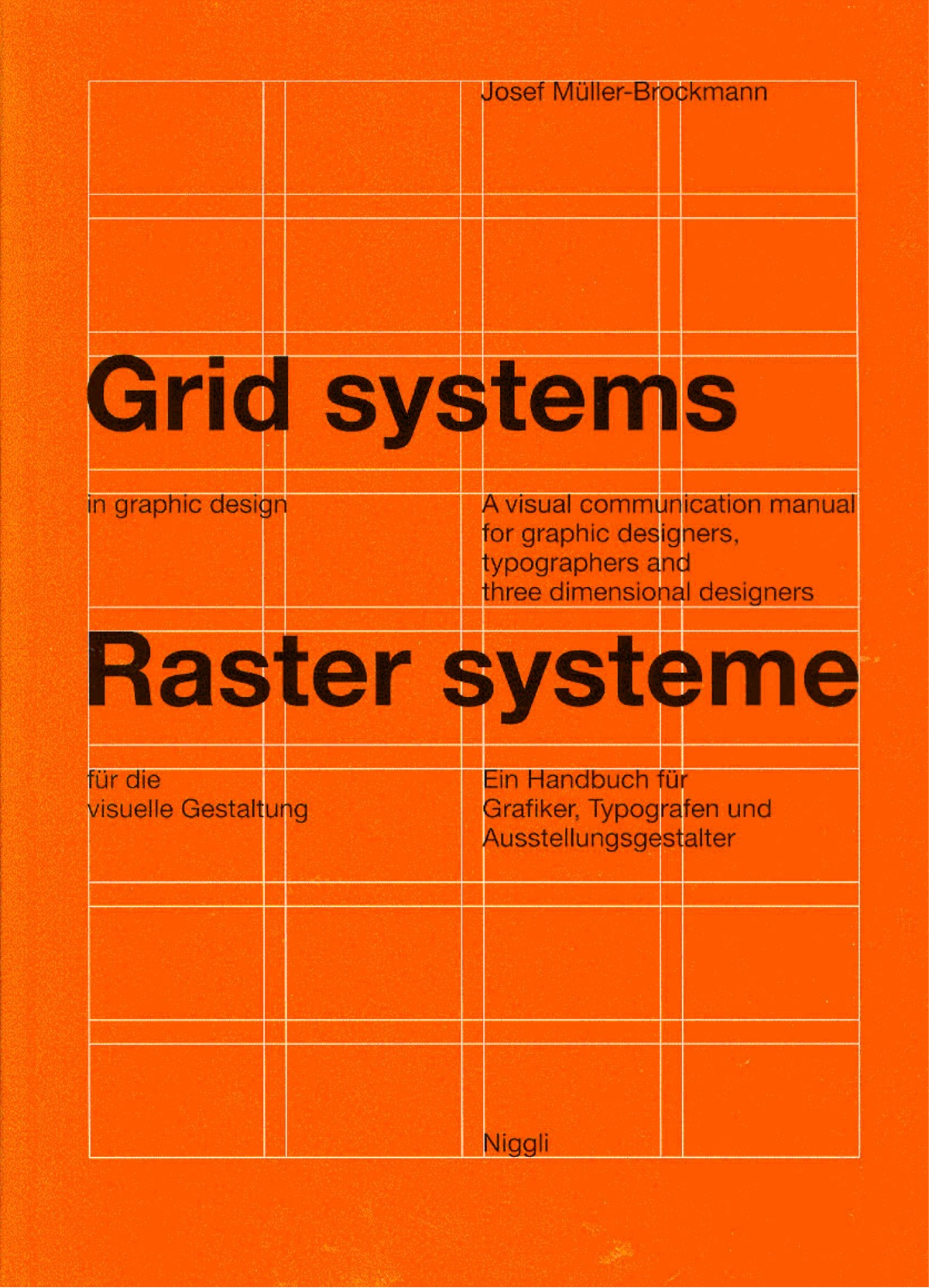

- (fr + it) Josef Müller-Brockmann (trad. de l'allemand), Systèmes de grille pour le design graphique : Un manuel pour graphistes, typographes et concepteurs d’expositions [« Rastersysteme für die visuelle Gestaltung : ein Handbuch für Grafiker, Typografen und Ausstellungsgestalter »], Genève/Paris, Entremonde, 2017, 176 p. (ISBN 978-2-940426-35-5).
- "Graphic Design in IBM, Typography, Photography, Illustration," Paris 1988.
- Josef Muller-Brockmann, Karl Wobmann, "Fotoplakate - Von den Anfangen bis zur Gegenwart," Aarau 1989.
- "Mein Leben: Spielerischer Ernst und ernsthaftes Spiel", Baden, 1994. Edité à l'occasion de l'exposition "Josef Müller-Brockmann, Visuelle Kommunikation und Konstruktive Gestaltung, ein Pionier der Plakatkunst".

### Sur l'œuvre de Josef Müller-Brockmann
- (en) Lars Muller, Josef Muller-Brockmann : Pioneer of Swiss Graphic Design, Lars Müller Publishers, 1996, 262 p. (ISBN 978-3-906700-89-2, OCLC 803136508).
- (en) Kerry William Purcell, Joseph Müller-Brockman, New York, Phaidon, 2006, 291 p. (ISBN 978-0-7148-4349-0, OCLC 72762917).